# Chuck Yeager
Chuck Yeager, Charles Elwood Yeager (Myra, 1923. február 13. – Los Angeles, 2020. december 7.) az amerikai légierő dandártábornoka, berepülőpilóta. Yeager volt az első ember, aki a vízszintes repülésben átlépte a hangsebességet.
Chuck Yeager repülési karrierjét közlegényként kezdte a második világháborúban a US Army Air Force-nál. Repülőgép-szerelőként 1942 szeptemberéig dolgozott, amikor is megkezdte a pilótaképzést, és zászlósi rangban P–51-es vadászpilóta lett. A háború után számos új repülőgéptípus berepülőpilótája volt. Később Németországban és Délkelet-Ázsiában vadászrepülő-századokat és -ezredeket vezényelt, kiváló munkájának köszönhetően elérte a dandártábornoki rendfokozatot.

## Életrajza
Yeager a nyugat-virginiai Myra kisvárosában született Susie Mae és Albert Hal Yeager földművesek gyermekeként. A gimnáziumot a közeli Hamlinban végezte el. Két fivére és két nővére volt, Roy és Hal Junior, valamint Doris Ann és Pansy Lee. Első kapcsolata a hadsereggel 1939 és 1940 nyarán volt Indianapolisban, a Fort Benjamin Harrison erődben tartott polgári hadképzési táborokban. 1945. február 26-án Yaeger feleségül vette Glennis Dickhouse-t. A négy gyermeket szült Glennis Yeager 1990-ben hunyt el.

### A második világháborúban
Yeager 1941. szeptember 12-én lépett be a hadsereg légierejébe, a US Army Air Forces-ba. Első állomáshelye a kaliforniai Victorville-i George Air Force Base volt, ahol repülőgép-szerelőként szolgált. Hamar kiderült, hogy Yeager remek repülési érzékkel rendelkezik, és 1943. március 10-én az arizonai Luke Fielden zászlósi rangban pilótává lépett elő. A nevadai Tonopah légibázison állomásozó 357. vadászrepülő-csoportnál (357th Fighter Group) P–39 Airacobra gépeken szerzett repülőgyakorlatot, majd a századával együtt 1943. november 23-án külföldre települt.
Az Egyesült Királyságban a leistoni légitámaszpontról indulva Yaeger P–51D Mustanggal repült a 363. vadászrepülő-században (363rd Fighter Squadron). A repülőgépét barátnője, Glennis Faye Dickhouse, majd későbbi felesége után Glamorous Glen-nek nevezte el (jelentése Elbűvölő Glen). 1944. március 5-én Yeagert a nyolcadik bevetésén, egy légi győzelem után, Franciaország felett lelőtték. A francia ellenállás segítségével Spanyolországba menekült, majd 1944. május 15-én visszatért Angliába. A maquisard gerillákat többféle módon is segítette, például pokolgépeket készített nekik – ezt a képességét az apjától tanulta. Bronzcsillaggal tüntették ki, miután egy fél lábát elveszített másik pilótának segített átkelni a Pireneusokon.
Egy légierős szabályzat értelmében az egyszer már kimenekült pilóták többet nem repülhettek ellenséges terület fölé, hogy egy esetleges újabb lelövéskor és kihallgatáskor ne veszélyeztessék azokat az ellenállókat, akik korábban segítettek nekik. Yeager egy másik kimenekült pilótával, Fred Glover századossal együtt 1944. június 12-én egyenesen Dwight D. Eisenhower tábornokhoz fordult, hogy engedje őket repülni. Azzal érveltek, hogy a normandiai partraszállást követően a maquisard-ok már nyíltan harcoltak a németek ellen, ezért egy újabb lelövés és kihallgatás során semmi olyat nem tudnának meg a németek, amit már nem tudtak. Eisenhower engedélyt kért és kapott a War Departmenttől a pilóták újbóli bevetésére. Yeager a háború utáni sikereit nagyrészt annak tudta be, hogy a légierő akkor engedélyt adott arra, hogy tovább repüljön, mert így számos légi győzelmet érhetett el. A légi győzelmek és a korábbi repülőgép-szerelői beosztása egyenes úton vezetett a háború utáni berepülőpilóta beosztásához.
Yeagernek kitűnő volt a látása, a pilótaképessége és a parancsnoki képessége. Ezredében ő volt az első „egynapos ász”, aki egy bevetés során öt ellenséges gépet lőtt le. A háború végére 11,5 hivatalos légigyőzelme volt – többek között az elsőként lőtt le sugárhajtású gépet (egy Messerschmitt Me 262-t.) Az „egynapos ász” légigyőzelméből kettőt egyetlen lövés leadása nélkül ért el: egy kétgépes Bf 109 kötélék mögé helyezkedett be tüzelési pozícióba, mikor az egyik pilóta ettől pánikba esve jobbra kitört és nekicsapódott a másik gépnek. Yeager későbbi jelentése szerint mind a két pilóta kiugrott. Egy másik légi győzelmét eredetileg nem ismerték el, mivel akkor történt, amikor a lelövését követően még nem repülhetett volna. Az Északi-tenger felett egy német Ju 88 egy vízbe csapódott B–17 bombázó legénységét támadta, ám Yeager gyors közbeavatkozásának köszönhetően a személyzet megmenekült. A fedélzeti filmfelvevő filmjét és a légi győzelmet eredetileg kísérőjének, Eddie Simpsonnak írták jóvá.
Yeager előreléptetését egy elmarasztaló hadbírósági ítélet miatt háromszor tagadta meg az erre összehívott bizottság. Leistonban végül hadnaggyá léptették elő, majd a háború végére századosi rangot kapott. Az utolsó, hatvanegyedik bevetését 1945. január 15-én repülte, majd február elején visszatért az Államokba. Mivel sikeresen megszökött az ellenségtől, lehetősége volt válogatni az új állomáshelyek között, ezért a már állapotos feleségéhez közeli légibázisra, a Wright Field-re (későbbi nevén Wright-Patterson légibázis) helyeztette magát. A repült órák magas számának és a gépszerelői tapasztalatának köszönhetően Yeager nagyjavított gépek berepülőpilótája lett. Ebben a kapacitásában Albert Boyd ezredes, a berepülő részleg vezetőjének irányítása alá került.

### A világháború után

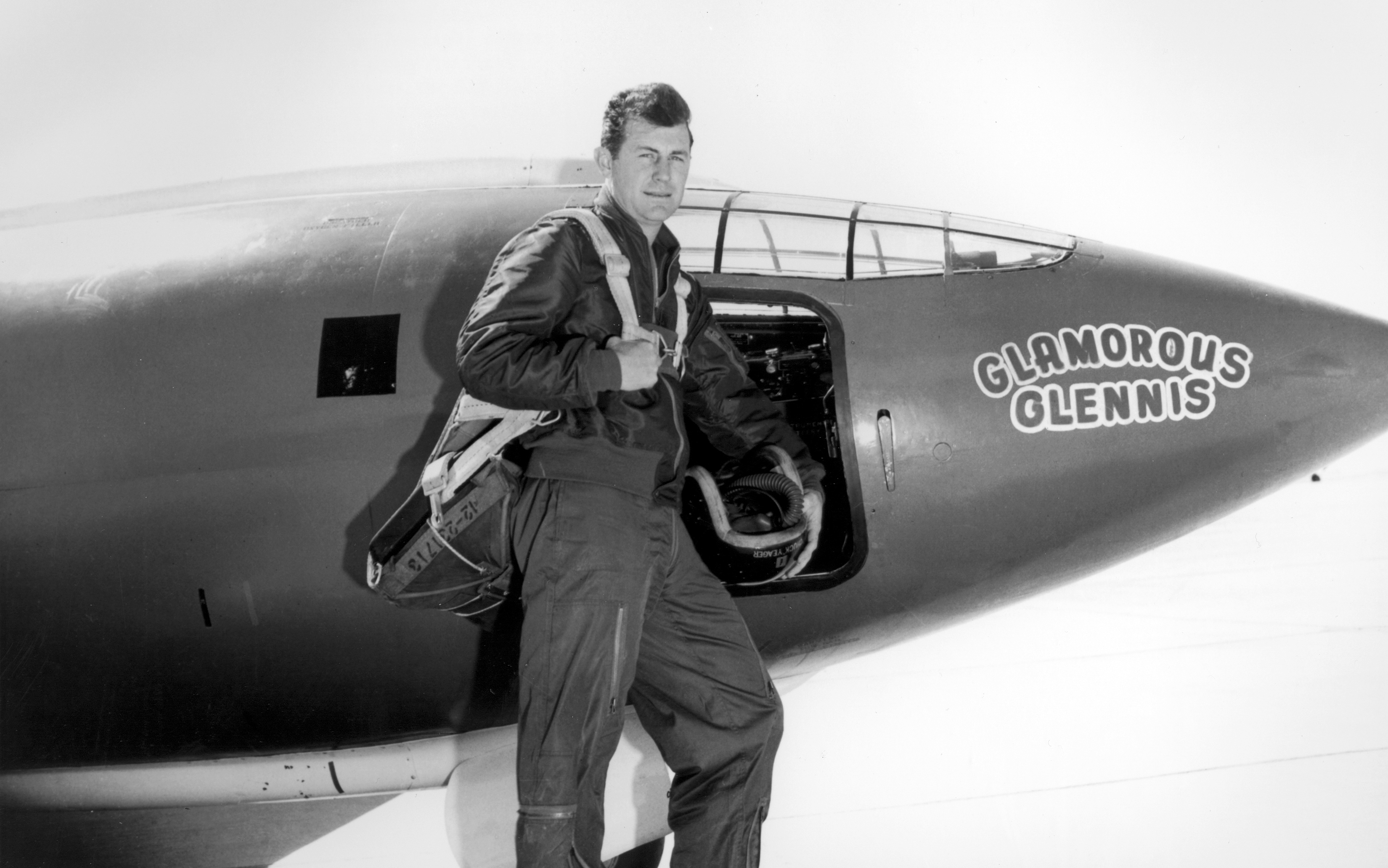
Chuck Yeager a Bell X–1 előtt. A gép neve a felesége után Glamorous Glennis, mint az összes olyan gépé, amellyel repült

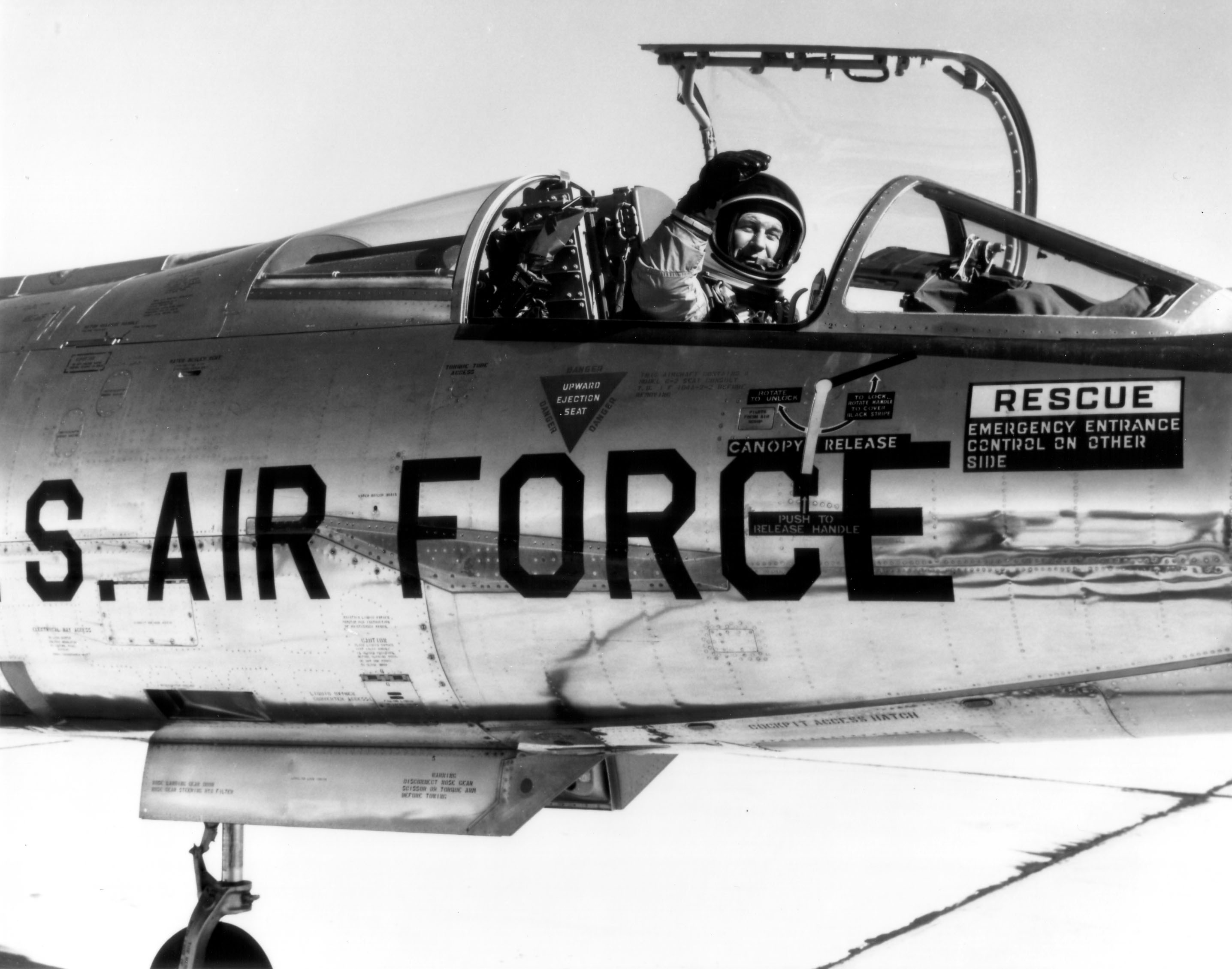
Yeager a NASA NF–104 Starfighterében, 1963

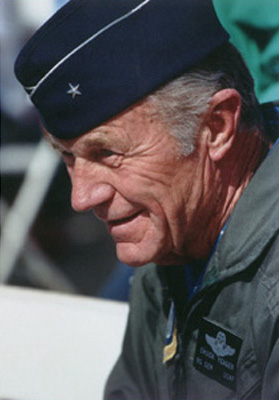
Yeager dandártábornok

A második világháborút követően Yeager a légierőnél maradt, és a Muroc Army Air Field (ma Edwards légitámaszpont) egyik berepülőpilótája lett. Miután a Bell Aircraft Corporation berepülőpilótája, Chalmers Goodlin 150 000 dollárt kért a hangsebesség átlépéséhez, Yeagert kérték fel a rakétameghajtású Bell X–1 vezetésére. Yeager 1947. október 14-én, 13 700 m (45 000 láb) magasan lépte át először a hangsebességet, az 1 Mach-ot. Két nappal a repülés előre kitűzött időpontja előtt lovaglás közben eltörte két bordáját, és mivel félt attól, hogy emiatt lefújják a repülést, egy közeli város állatorvosához ment kezelésre, és csak feleségének és Jack Ridley barátjának szólt a balesetről.
A repülési napon Yeagernek annyira fájt a sérülése, hogy magától be sem tudta zárni a gép ajtaját. Ridley egy seprűnyélből készített neki egy szerszámot, amivel a pilóta magára húzhatta a fedelet. A gép végül elérte és átlépte a hangsebességet, a csúcssebessége 1,07 Mach volt. Az X–1 ma a Smithsonian múzeum repülési részlegében van kiállítva.
Egyes repüléstörténészek szerint 1947. október 14-én George Welch egy F–86 Sabre fedélzetén már Yeager előtt átlépte a hanghatárt, fél órával Yeager repülése előtt.  Egy másik, azóta vitatott változat szerint az első szuperszonikus repülést Hans Guide Mutke német pilóta végezte 1945. április 9-én egy Me 262-ben. A háború utáni kutatások kiderítették, hogy a gép az 1 Mach elérése előtt irányíthatatlanná válna és szétszakadna.
Yeager ezután több magassági és sebességi rekordot döntött meg. Amerikai pilótaként az elsők között volt, aki MiG–15-tel repülhetett, miután a géppel együtt észak-koreai pilótája Dél-Koreába disszidált. 1953 második felében Yeager részt vett az USAF által indított X–1A programban, melynek célja egy 2 Mach sebességet elérő repülőgép kifejlesztése volt. 1953. november 20-án Scott Crossfield lépte át először a 2 Mach sebességet a NACA Douglas Skyrocketjével. Yeager és csapata elhatározta, hogy megdönti a sebességrekordokat, és 1953. december 12-én elérték a 2,44 Mach-ot. Ekkor azonban 26 000 méteres magasságon Yeager elveszítette a gép feletti irányítást, ami ezután 51 másodperc alatt 17.000 métert zuhant. Csak 9000 méteren sikerült megfogni a gépet, ám további incidens nélkül le tudott szállni.
Yeager mindenekelőtt vadászpilóta volt, és hosszú karrierje alatt számos vadászrepülő-század és -ezred parancsnokává választották. 1955 májusa és 1957 júliusa között az 50. vadász-bombázórepülő-ezred (50th Fighter-Bomber Wing) alá tartozó, F–86 Sabre gépekkel repülő 417. vadász-bombázórepülő-század (417th Fighter-Bomber Squadron) parancsnoka volt a németországi Frankfurt-Hahn légibázison, valamint a franciaországi Toul-Rosières légibázison. 1957 és 1960 között az F–100 Super Sabre gépekkel repülő 1. nappali vadászrepülő-század (1st Fighter-Day Squadron) parancsnoka volt a kaliforniai George légitámaszponton, valamint a spanyolországi Morón légibázison.
1962-ben Yeager egy egyéves továbbképzésen vett részt az alabamai Air War College-ben, majd kinevezték a légierő berepülőpilóta-iskolájának első vezetőjévé. A U.S. Air Force Test Pilot School képezte ki a NASA asztronautáit. Egy NF-104A berepülése során Yeager balesetet szenvedett, és ezzel véget ért a rekorddöntési kísérletsorozata. 1963 decembere és 1964 szeptembere között Yeager ötször repül a NASA M2–F1 kísérleti siklórepülőgépével.
1966-ban Yeagert kinevezték a 405. harcászadi vadászrepülő-ezred (405th Tactical Fighter Wing) élére. A Fülöp-szigeteken található Clark légibázisról a vadászrepülő századokat gyakran irányították át más délkelet-ázsiai hadszínterekre, nagyrészt Dél-Vietnamba. Az ezred vezetése közben Yeager 127 bevetésen vett részt, nagyrészt B–57 Canberra könnyűbombázók fedélzetén. 1968 februárjában az észak-karolinai Seymour-Johnson légibázis 4. harcászati vadászrepülő-ezredét (4th Tactical Fighter Wing) kapta meg, és az F–4 Phantom II gépekkel repülő ezred Dél-Koreában került bevetésre a Pueblo-incidens során.
1969. június 22-én Chuck Yeagert előléptették dandártábornokká, júliusban pedig kinevezték a tizenhetedik légierő (Seventeenth Air Force) parancsnokhelyettesévé. 1971-ben a pakisztáni amerikai nagykövet kérésére Yeager a Pakisztáni Légierő tanácsadójaként az országba érkezett. A bangladesi háború idején saját Beechcraft gyártmányú gépét az indiai támadók a földön megsemmisítették, mire dühösen amerikai megtorlást követelt.

#### Kitüntetései
- Repülőparancsnok (Command Pilot)

|                                                                                     | Air Force Distinguished Service Medal – A légierő kiemelkedő szolgálatáért                                                        |
| Bronze Oak Leaf                                                                     | Silver Star – Ezüstcsillag egy bronz tölgyfalevéllel, egy nap alatt öt Bf 109 lelövéséért                                         |
| Bronze Oak Leaf                                                                     | Legion of Merit – Becsületrend egy bronz tölgyfalevéllel                                                                          |
| Bronze Oak Leaf · Bronze Oak Leaf                                                   | Distinguished Flying Cross – Kiemelkedő repülésért két tölgyfalevéllel, mert lelőtt egy Me 262-t és először lépte át a hanghatárt |
| Valor device                                                                        | Bronze Star – Bronzcsillag bátorsági "V" érdemrenddel, mert segített egy másik pilótának kimenekülni a megszállt Franciaországból |
|                                                                                     | Bíbor Szív – sebesülési érdemérem                                                                                                 |
| Silver Oak Leaf · Silver Oak Leaf                                                   | Air Medal – Légi kitüntetés 10 tölgyfalevéllel                                                                                    |
| Bronze Oak Leaf                                                                     | Distinguished Unit Citation – Kiemelkedő egység megemlítése a hadijelentésben, egy tölgyfalevéllel                                |
|                                                                                     | Air Force Outstanding Unit Award – A légierő kiemelkedő egysége                                                                   |
|                                                                                     | Air Force Commendation Medal – A légierő dicsérő kitüntetése                                                                      |
|                                                                                     | American Defense Service Medal – Honvédelmi szolgálatért                                                                          |
|                                                                                     | American Campaign Medal – Amerikai hadszíntér érem                                                                                |
| Silver Award Star · Bronze Service Star · Bronze Service Star · Bronze Service Star | European-African-Middle Eastern Campaign Medal – Európai, afrikai és közel-keleti hadszíntér érem (8 csatacsillaggal)             |
|                                                                                     | World War II Victory Medal – Második világháborús győzelmi érem                                                                   |
|                                                                                     | Elnöki Szabadság-érdemrend – az egyesült államok legmagasabb polgári kitüntetése                                                  |

- Congressional Silver Medal – Kongresszusi ezüstérem 1976-ban az első hangsebesség feletti repülésért[20][21]
- Collier Trophy – Collier nagydíj, és
- Mackay Trophy – Mackay nagydíj, a hanghatár áttöréséért.

### Visszavonulása után

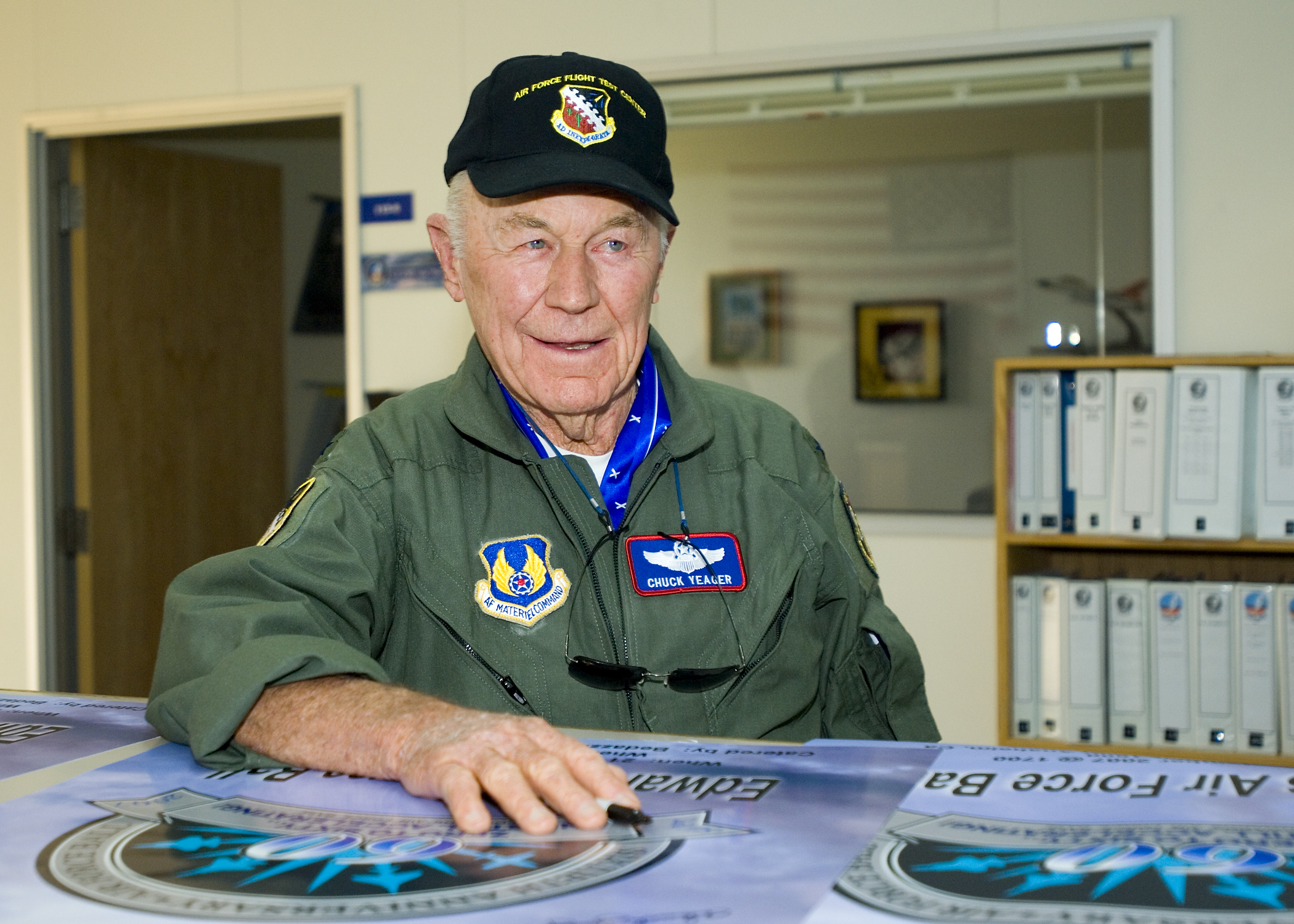
Yeager 2007-ben

Németországi és pakisztáni szolgálatai után Yeager 1975. március 1-jén vonult nyugállományba, bár az Edwards légitámaszponton továbbra is végzett berepüléseket a légierő és a NASA számára. A berepülőpilóta-iskolának végzett konzultánsi munkájáért Yeager évi 1 dolláros fizetést kapott, és annyit repülhetett, amennyit csak kívánt. Az egy dolláros fizetés alapján Yeager jogosulttá vált baleset- és egészségbiztosításra.
Az 1980-as évek végén és az 1990-es évek elején Yeager számos könnyűrepülőgépes távolsági, sebességi és időrekordot döntött meg. A legtöbb repülést a Piper Aircraft számára végezte.
1997. október 14-én, Yeager első hangsebesség feletti repülésének ötvenedik évfordulóján, Chuck Yeager  repült az Amerikai Légierő gépén. Egy kétüléses F–15D fedélzetén, melyre a Glamorous Glennis felirat is felkerült,  Yeager újra átlépte a Mach 1 sebességet. A kísérőgép egy F–16 Fighting Falcon volt, Bob Hoover népszerű bemutatópilóta vezetésével, ahogyan ötven évvel korábban is Hoover kísérte Yeager Bell X–1-ének szuperszonikus repülését. Ha ötven évvel korábban Yeager szólt volna a repülőorvosnak arról, hogy eltörte a bordáit, akkor nem engedték volna repülni, és Hoover vett volna részt a hangsebesség feletti repülőkísérleten.
2004-ben az Amerikai Egyesült Államok Kongresszusa arról szavazott, hogy az elnök Yeager dandártábornokot nyugállományú tábornokká léptesse elő. 2005-ben George W. Bush elnök ezt meg is tette, és Yeager mellett Billy Mitchell repülési legendát is posztumusz tábornoki előléptetéssel jutalmazta. Viszonylag kevés elnök hagyott jóvá ilyen nyugállományú előléptetést.
Yeager manapság teljesen visszavonult a katonai berepüléstől, miután a nyugállományba vonulását követő közel két évtizeden át még ezzel foglalkozott. Részt vett a Challenger űrrepülő 1986-os katasztrófáját vizsgáló bizottság munkájában. 2012 októberében ismét repült a Nellis légi támaszponton települő 65. aggresszorszázad (65th Aggressor squadron) egyik F–15D-jének hátsó ülésében. A leszállást követő sajtótájékoztatón közölte, hogy még nem ez volt a legutolsó repülése.
2020. december 7-én felesége, Victoria először Twitter üzenetben jelentette be halálát. Közleménye szerint a tábornok elesett, és az esés az idős kora miatt súlyos komplikációkat okozott. Chuck Yeager egy Los Angeles-i kórházban hunyt el, 97 éves korában.